# San Marco (satélite)

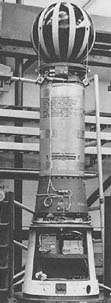
O satélite San Marco 1

San Marco, foi o nome atribuído a um conjunto de cinco satélites científicos italianos para medida da densidade atmosférica. Idealizado pelo professor Luigi Broglio, foi o resultado de um acordo firmado entre Itália e Estados Unidos em 1962. Todos os cinco satélites foram lançados usando foguetes da família Scout, a partir do Centro espacial Luigi Broglio, no Quênia.